# Giovanni Cotta
Pour les articles homonymes, voir Cotta.
Ne doit pas être confondu avec Giovanni Battista Cotta.
Cet article possède un paronyme, voir Giovanni Costa.
Giovanni Cotta (Ioannes Cotta en latin), né vers 1480 à Legnano et mort en 1510 à Viterbe, est un écrivain et un humaniste italien.
Dans les dernières années de sa vie, il devient le secrétaire et l'homme de confiance de Bartolomeo d'Alviano.

## Biographie
Giovanni Cotta naît vers 1480 à Legnano dans une famille sans doute rurale mais de condition certainement aisée et peut-être d'origine lombarde. Dans son Elogia virorum literis illustrium (1577), Paul Jove situe la naissance de Cotta en 1482 sans indiquer d'où il tire cette information,.
Dès le début de ses études dans une école humaniste de Legnago, il manifeste un grand intérêt pour les lettres ; il semble particulièrement attiré par les auteurs antiques. En 1502 il poursuit ensuite ses études à Lodi où sa tante s'est mariée, puis à Naples où il est l'élève de Giovanni Pontano au Porticus Antoniana.
Vers 1506 ou 1507, il se lie avec le condottiere Bartolomeo d'Alviano ; il devient son secrétaire et il exécute pour lui plusieurs missions diplomatiques. Lorsqu'en 1509 d'Alviano est fait prisonnier lors de la bataille d'Agnadel, Cotta demande à partager sa captivité mais cela lui est refusé ; il tente alors à plusieurs reprises, en vain, d'obtenir sa libération auprès de Louis XII, soit par le biais d'un échange de prisonniers soit contre versement d'une rançon.
La dernière année de la vie de Giovanni Cotta est mal documentée. Il semble qu'il meure de la peste ou du paludisme fin août ou début septembre 1510 à Viterbe peu après avoir pu remettre au pape Jules II un ultime message en faveur de d'Alviano, soit au nom de ce dernier, soit de sa propre initiative ; il ne peut toutefois rencontrer personnellement le souverain pontife,.

## Œuvre
Les œuvres de Giovanni Cotta sont écrites en latin ; certaines d'entre elles sont perdues, comme les Adnotationes in Propertium, les Adnotationes in Plinium et les Orationes. Par contre, plusieurs de ses poésies sont rassemblées en 1954 dans un recueil où elles figurent dans leur version originale, accompagnée de leur traduction en italien ((la + it) Giovanni Cotta (introduction, traduction et notes de Gabrielle Banterle), I Carmi, Vita Veronese, coll. « Lo Scrigno », 1954, 116 p.). Son style est parfois comparé à celui de Catulle.
Outre ses œuvres personnelles, il participe à l'édition de 1507 de la Géographie de Claude Ptolémée.